# Wycinak rymarski

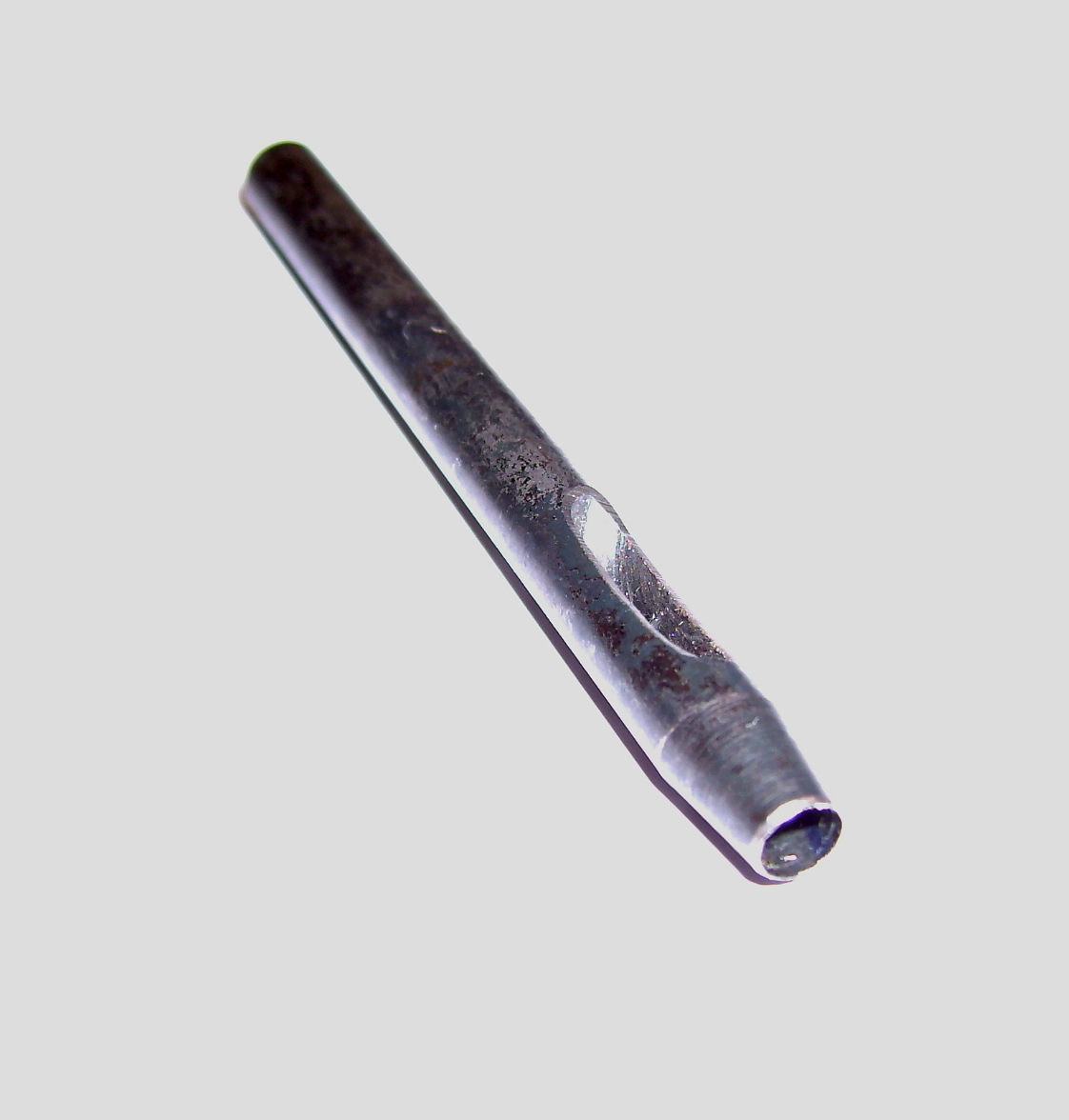
Wycinak rymarski

Wycinak rymarski – narzędzie służące do wycinania otworów w cienkich warstwach miękkich materiałów, takich jak skóra lub guma. Wykonywane najczęściej ze stali, w postaci odcinka cylindrycznej rury o stożkowato zaostrzonych ściankach. W bocznej ściance wykonany jest podłużny otwór do usuwania z wnętrza wycinaka pozostałości wycinanego materiału. Otwory wicinane tym narzędziem maja różne kształty i rozmiary.
Wykrawanie otworu polega na dociśnięciu materiału ostrzem wybijaka do miękkiej podkładki i uderzeniu młotkiem w tępy koniec.